# Абд аль-Хакк I
Абд аль-Хакк I (араб. عبد الحق الأول; бл. 1144 — 1217) — шейх племені Бану-Марин, султан з 1215 року. Засновник династії Маринідів.

## Життєпис
Син Мах'ю ібн Абу-Бакра, шейха берберського племені бану-марин. 1195 року успадкував владу над бану-марин. Того ж року відзначився у битві при Аларкосі в складі альмохадського війська. Отримав від халіфа Абу юсуф Якуба володіння в горах Атласу.
У 1212 році після тяжкої поразки Альмохадів у битві при Навас-де-Толосі Абд аль-Хакк I розпочав політику здобуття незалежності. З 1213 року його загони розширили владу в Атласі. 1215 року він прийняв титул султана, але ще широко його не застосовував. Того ж року у битві на узбережжі в регіоні Ер-Риф завдав поразки Альмохадам. В результаті увесь Ер-Рифом опинився під владою Маринідів. Втім 1217 року спроба захопити Фес виявилося невдалою, а сам Абд аль-Хакк I загинув. Йому спадкував син Усман I.